# Sadżida Chajr Allah

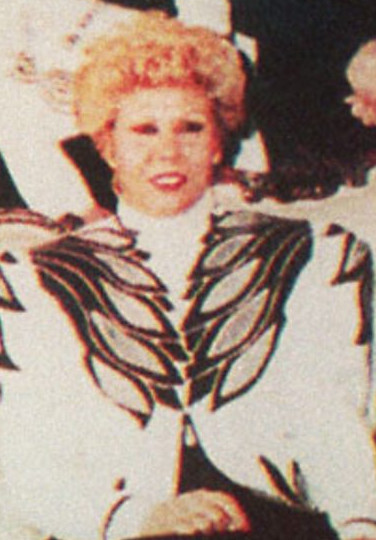

Sadżida Chajr Allah Talfah (arab. ساجدة خيرالله طلفاح, ur. 1936) – pierwsza żona i zarazem kuzynka dyktatora Iraku, Saddama Husajna, matka jego dwóch synów Udajja i Kusajja oraz córek Raghad, Rany i Hali. 
Najstarsza córka chłopa Chajr Allaha Talfaha (arabskiego nacjonalisty), wuja Saddama Husajna. Została wychowana w domu swego ojca, na zachodnim brzegu Tygrysu, w Tikricie, w dzielnicy zamieszkanej przez niższe klasy społeczne. Zdobyła skromne wykształcenie.
Wyszła za mąż w 1963 roku za bratanka swego ojca Saddama Husajna, wcześniej była nauczycielką.
W roku 1997 została umieszczona w areszcie domowym, za planowanie zamachu na Udajja. W kwietniu 2003 roku uciekła z Iraku, prawdopodobnie do Syrii. W 2004 zatrudniła ekipę prawników w celu obrony męża w czasie jego procesów. Sama jest poszukiwana pod zarzutem morderstw, kradzieży, tortur i innych przestępstw.